# Plessa
Plessa es un municipio del distrito de Elba-Elster, en Brandeburgo (Alemania). Pertenece al Amt (Unión de municipios) de Plessa.

## Demografía
| Año  | Habitantes |
| ---- | ---------- |
| 1875 | 1 600      |
| 1890 | 1 820      |
| 1910 | 2 863      |
| 1925 | 3 418      |
| 1933 | 3 801      |
| 1939 | 3 936      |
| 1946 | 4 409      |
| 1950 | 4 946      |
| 1964 | 4 787      |
| 1971 | 4 799      |

| Año  | Habitantes |
| ---- | ---------- |
| 1981 | 4 385      |
| 1985 | 4 178      |
| 1989 | 3 990      |
| 1990 | 3 928      |
| 1991 | 3 824      |
| 1992 | 3 797      |
| 1993 | 3 764      |
| 1994 | 3 700      |
| 1995 | 3 648      |
| 1996 | 3 604      |

| Año  | Habitantes |
| ---- | ---------- |
| 1997 | 3 551      |
| 1998 | 3 560      |
| 1999 | 3 494      |
| 2000 | 3 459      |
| 2001 | 3 414      |
| 2002 | 3 383      |
| 2003 | 3 333      |
| 2004 | 3 316      |
| 2005 | 3 216      |
| 2006 | 3 153      |

| Año  | Habitantes |
| ---- | ---------- |
| 2007 | 3 051      |
| 2008 | 2 991      |
| 2009 | 2 921      |
| 2010 | 2 887      |
| 2011 | 2 864      |
| 2012 | 2 825      |
| 2013 | 2 791      |